# Neomochtherus gomerae
Neomochtherus gomerae is een vliegensoort uit de familie van de roofvliegen (Asilidae). De wetenschappelijke naam van de soort is voor het eerst geldig gepubliceerd in 1989 door Weinberg & Baez.